# Coppa dell'Imperatore 1963
La Coppa dell'Imperatore 1963 è stata la quarantatreesima edizione della coppa nazionale giapponese di calcio.

## Formula
La formula degli incontri a eliminazione diretta è stata confermata, ma il numero di squadre partecipanti viene dimezzato, passando da sedici a otto. Nel caso in cui la situazione di parità perduri oltre i tempi supplementari, si ricorre al sorteggio tramite moneta. A partire da quell'edizione il torneo si svolge nell'inverno successivo all'anno con cui è indicata la manifestazione.

## Date
Tutte le gare del torneo si sono svolte ad Oji (Kōbe)
| Turno            | Data            |                 |
| ---------------- | --------------- | --------------- |
| Quarti di finale | 12 gennaio 1964 |                 |
| Semifinali       | 13 gennaio 1964 |                 |
| Finali           | 15 gennaio 1964 | 15 gennaio 1964 |

## Squadre partecipanti
Il torneo vide la partecipazione di sette squadre a causa della rinuncia a disputare la competizione da parte del Furukawa Electric.
- Chūō Daigaku
- Hitachi Head Office
- Kansai Daigaku
- Sumitomo Rubber Ind.
- Toyo Kogyo
- Waseda Daigaku
- Nippon Steel

## Risultati
|  | Quarti di finale     | Quarti di finale    |                      |                | Semifinali                | Semifinali                |  |  | Finale | Finale |
|  |                      |                     |                      |                |                           |                           |  |  |        |        |
|  |                      |                     |                      |                |                           |                           |  |  |        |        |
|  |                      |                     |                      |                |                           |                           |  |  |        |        |
|  | Sumitomo Rubber Ind. | 2                   |                      |                |                           |                           |  |  |        |        |
|  | Sumitomo Rubber Ind. | 2                   |                      |                |                           |                           |  |  |        |        |
|  | Chūō Daigaku         | 1                   |                      |                |                           |                           |  |  |        |        |
|  | Chūō Daigaku         | 1                   | Sumitomo Rubber Ind. | 0              |                           |                           |  |  |        |        |
|  |                      |                     | Sumitomo Rubber Ind. | 0              |                           |                           |  |  |        |        |
|  |                      | Hitachi Head Office | 4                    |                |                           |                           |  |  |        |        |
|  | Hitachi Head Office  | Hitachi Head Office | 4                    | 1              |                           |                           |  |  |        |        |
|  | Hitachi Head Office  |                     |                      | 1              |                           |                           |  |  |        |        |
|  | Nippon Steel         | 1                   |                      |                |                           |                           |  |  |        |        |
|  | Nippon Steel         | 1                   | Waseda Daigaku       | 3              |                           |                           |  |  |        |        |
|  |                      |                     | Waseda Daigaku       | 3              |                           |                           |  |  |        |        |
|  |                      | Hitachi Head Office | 0                    |                |                           |                           |  |  |        |        |
|  | Waseda Daigaku       | Hitachi Head Office | 0                    | 2              |                           |                           |  |  |        |        |
|  | Waseda Daigaku       |                     |                      | 2              |                           |                           |  |  |        |        |
|  | Toyo Kogyo           | 1                   |                      |                |                           |                           |  |  |        |        |
|  | Toyo Kogyo           | 1                   | Waseda Daigaku       | 2              | Finale per il terzo posto | Finale per il terzo posto |  |  |        |        |
|  |                      |                     | Waseda Daigaku       | 2              | Finale per il terzo posto | Finale per il terzo posto |  |  |        |        |
|  |                      | Kansai Daigaku      | 1                    |                |                           |                           |  |  |        |        |
|  | Kansai Daigaku       | Kansai Daigaku      | 1                    | [ 5 ]          | Sumitomo Rubber Ind.      | 2                         |  |  |        |        |
|  | Kansai Daigaku       |                     |                      | [ 5 ]          | Sumitomo Rubber Ind.      | 2                         |  |  |        |        |
|  | Furukawa Electric    |                     |                      | Kansai Daigaku | 3                         |                           |  |  |        |        |
|  | Furukawa Electric    |                     |                      | Kansai Daigaku | 3                         |                           |  |  |        |        |
|  |                      |                     |                      |                |                           |                           |  |  |        |        |
|  |                      |                     |                      |                |                           |                           |  |  |        |        |

### Quarti di finale
- Kansai Daigaku[5]

| Squadra 1            | Risultato | Squadra 2    |
| -------------------- | --------- | ------------ |
| Sumitomo Rubber Ind. | 2 - 1     | Chūō Daigaku |
| Hitachi Head Office  | 1 - 1     | Nippon Steel |
| Waseda Daigaku       | 2 - 1     | Toyo Kogyo   |

### Semifinali
| Squadra 1           | Risultato | Squadra 2            |
| ------------------- | --------- | -------------------- |
| Hitachi Head Office | 4 - 0     | Sumitomo Rubber Ind. |
| Waseda Daigaku      | 2 - 1     | Kansai Daigaku       |

### Finale per il primo posto
| Kobe 15 gennaio 1964 | Hitachi Head Office | 0 – 3 | Waseda Daigaku |  |

### Finale per il terzo posto
| Kobe 15 gennaio 1964 | Sumitomo Rubber Ind. | 2 – 3 | Kansai University |  |